# Glazuur (gebak)

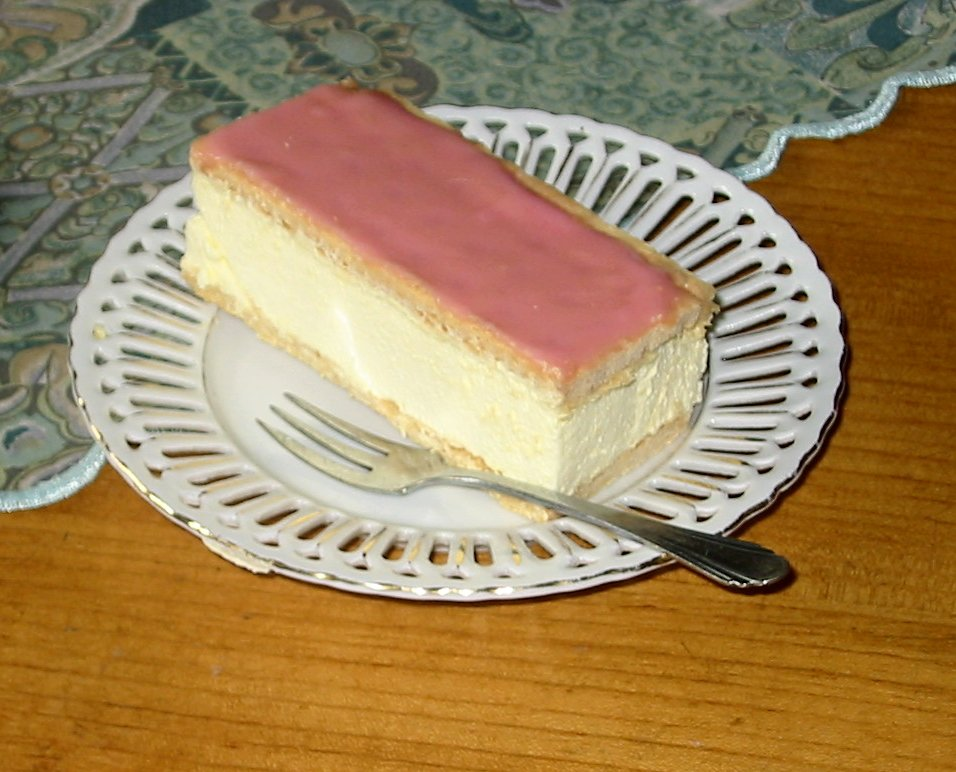
Een tompouce met gekleurd glazuur

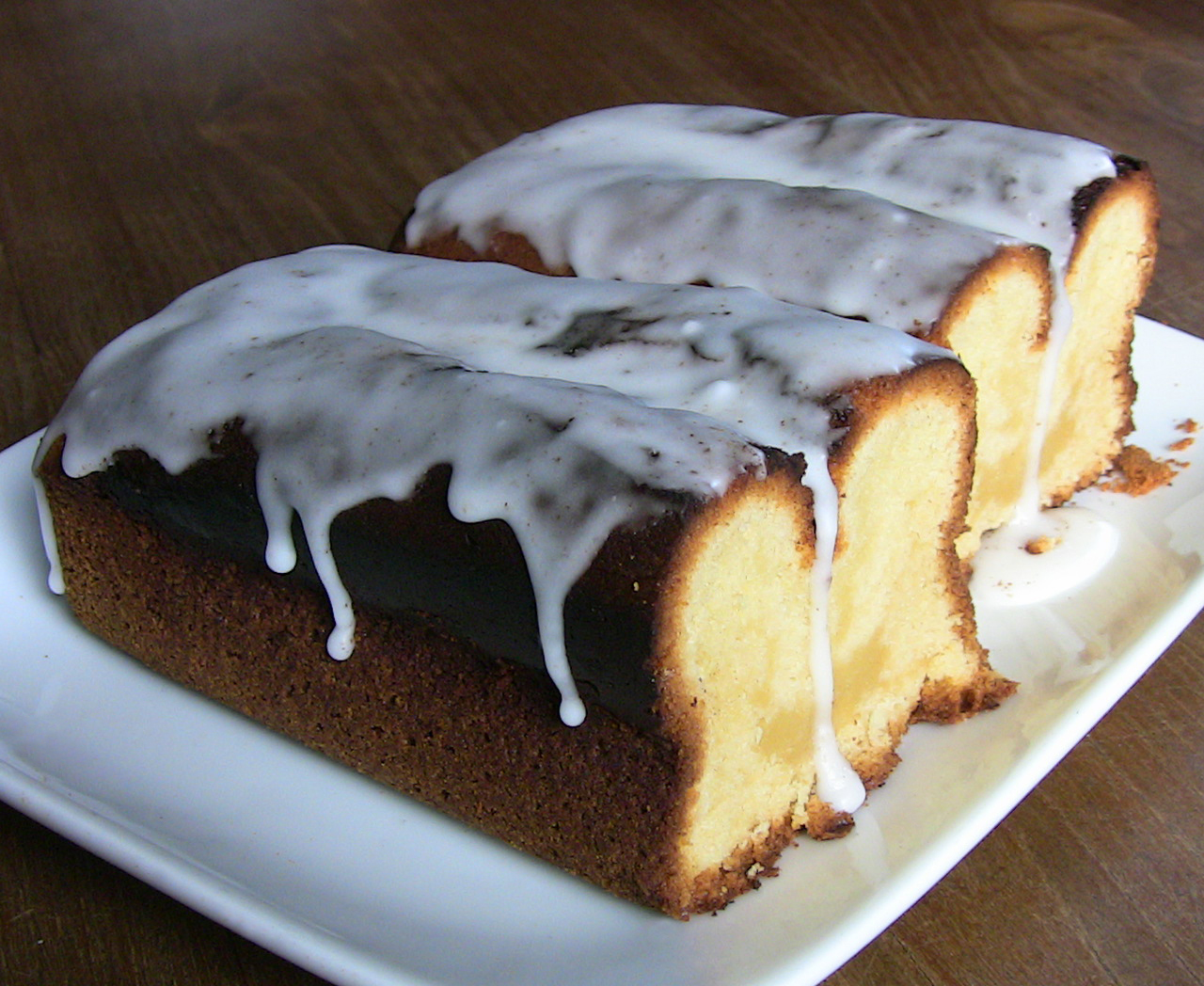
Cake met waterglazuur

Glazuur is een substantie die vooral als versiering voor gebak wordt gebruikt. Het wordt gemaakt van poedersuiker, water, en vaak andere ingrediënten als eiwit, en roomboter. Het wordt vaak gebruikt op tompoucen, taarten, moorkoppen en donuts.

## Soorten
- Op waterbasis:
  - Eenvoudig waterglazuur
  - Eiwitglazuur
  - Fondant
- Op chocoladebasis:
  - Couverture
  - Ganache
  - Vetglazuur